# 日韓合併

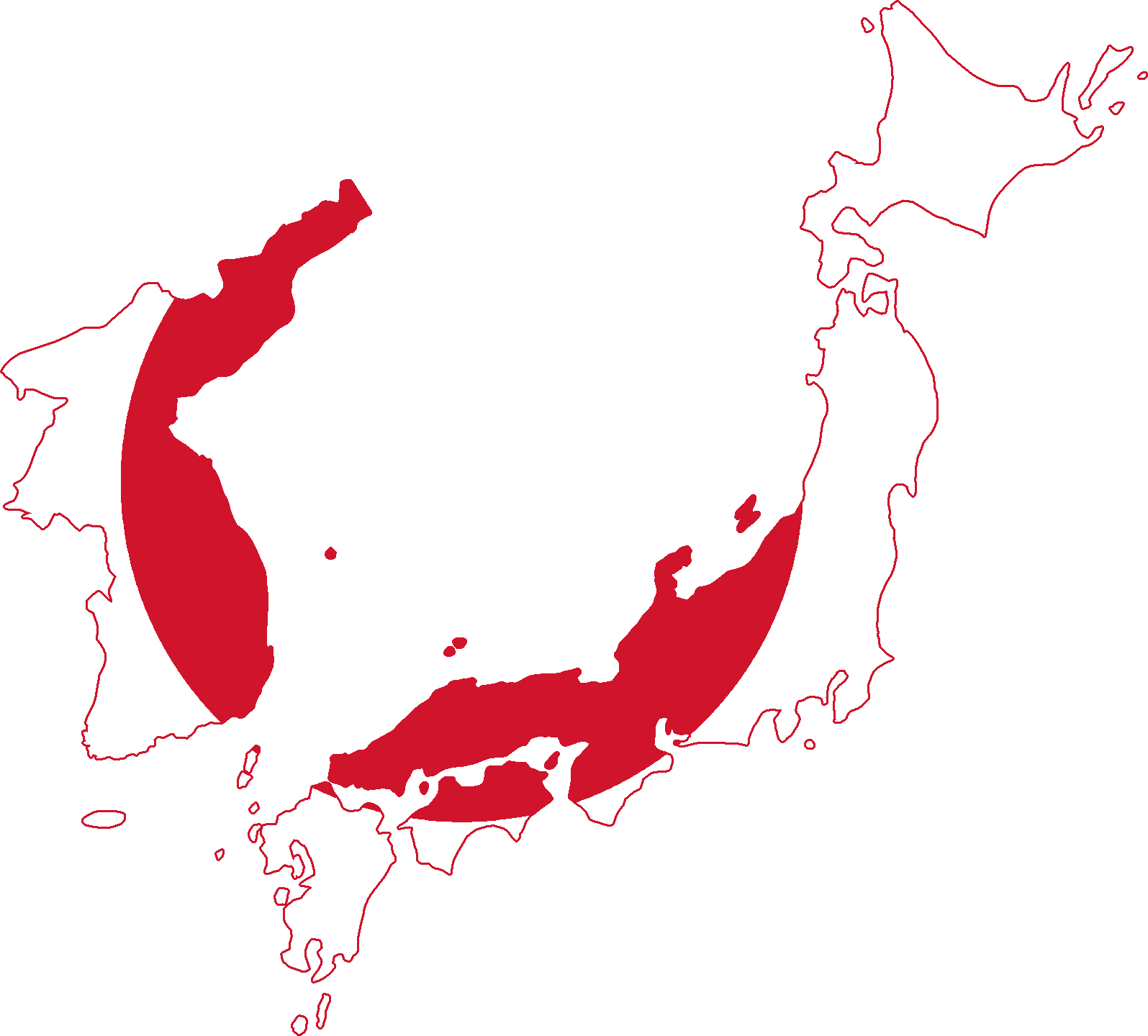
用日本國旗的形象着色的日本及朝鮮地圖。

日韓合併 或稱日韓合邦（日语：韓国併合）是指1910年8月22日日本（大日本帝国）基於《日韓合併條約》，將朝鮮（大韓帝國）併入版圖的歷史事件；此舉象徵朝鮮歷史上做為獨立國家地位的中斷、以及朝鮮日治時期的開始。此事件在東亞史中依照各方用語及觀點不同，而有韓國併合、朝鮮併合、日韓併合／韓日併合、日韓合邦／韓日合邦等稱呼。韓國人本身則不使用此名稱，称之為“庚戌国耻”，並將此後的朝鮮日治時期稱為「日帝強佔期」。

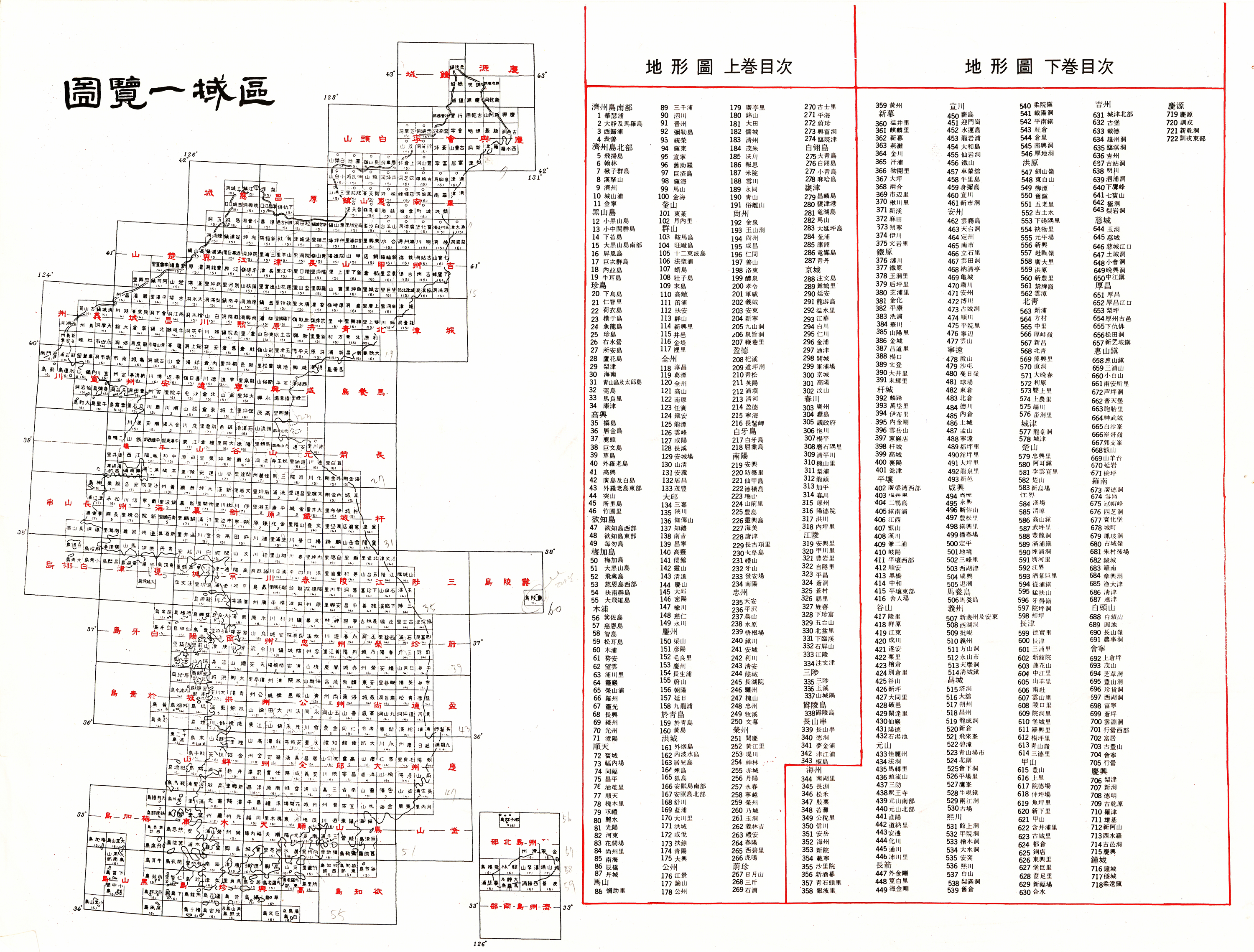
日韓合併後朝鲜总督府管轄範圍示意圖（韓國国立中央博物馆館藏）

## 事件经纬
1895年4月17日，日本在甲午战争中取得胜利后与中国清朝签署马关条约。在《马关条约》的第一条中清朝承认朝鲜国独立自主之国家地位、废止有损朝鲜国之独立自主地位的朝贡典礼，由此清朝放弃对朝鲜国的宗主国地位与相应的干涉权力。
1895年4月23日，因《马关条约》中第二、三条中规定中国清朝割让辽东半岛主权予日本。俄罗斯帝国、德意志帝国和法兰西第三共和国为了自身在华利益，以“日本占有辽东半岛妨碍远东和平”为理由，发动对日外交劝告并最终以威脅武力方式迫使日本于同年11月放弃对辽东半岛主权的占有并由此向清朝索要三千万两白银代为赔偿，史称三国干涉还辽。受三国干涉还辽的影响，日本国内深感耻辱、对俄反感加剧，朝鲜国内的亲俄势力得勢。
1895年10月8日，亲俄派的朝鲜国王后明成皇后，在汉城景福宫被闯入的日本驻朝鲜特命全权公使三浦梧楼刺杀，史称乙未事变。事变非但未能削弱朝鲜国内亲俄势力，反而促使朝鲜国内亲俄反日势力的壮大。1896年俄羅斯帝國以保護公使館為由，派兵進入首都漢城此時朝鮮高宗進入俄國使館避難，俄羅斯剷除了大部份親日勢力。
1897年10月14日，朝鲜为了明确与凸显朝鲜国独立自主之国家地位，将其国号改为大韩帝国。
1904年2月，日俄战争爆发，日军第12师团在大韩帝国的仁川登陆，并攻入汉城，肃清大韩帝国政府中所有的亲俄大臣，另立亲日政权。
1904年8月22日，日本与大韩帝国签署第一次日韩协约。协约中规定大韩帝国应雇佣日本推荐的财务顾问与外交顾问，并征询顾问意见后行事。
1905年11月，日本与大韩帝国签署第二次日韩协约。协约中规定由日本政府掌握大韩帝国的外交权、在大韩帝国设置统监府等。乙巳条约的签订标志着大韩帝国正式成为日本的保护国。伊藤博文成为首任“韩国统监”。
1907年7月24日，日本与大韩帝国签署第三次日韩协约。协约中规定大韩帝国的高级官吏任免权落入日本在韩国的统监手上（第四条），韩国政府官吏可由日本人出任（第五条）。至此韩国的内政完全落入日本的管辖之下。该协约的未公开部分还规定解散大韩帝国军，及丧失司法权与警察权。
1907年8月1日，大韩帝国在其首都举行解散朝鲜军队的解散仪式。朝鲜军队的解散致使其中一部分爱国军人向抗日已久的义兵队伍合流，加强义兵部队的战斗力，斗争向朝鲜全国扩大。史称义兵运动，日称“義兵闘争”。

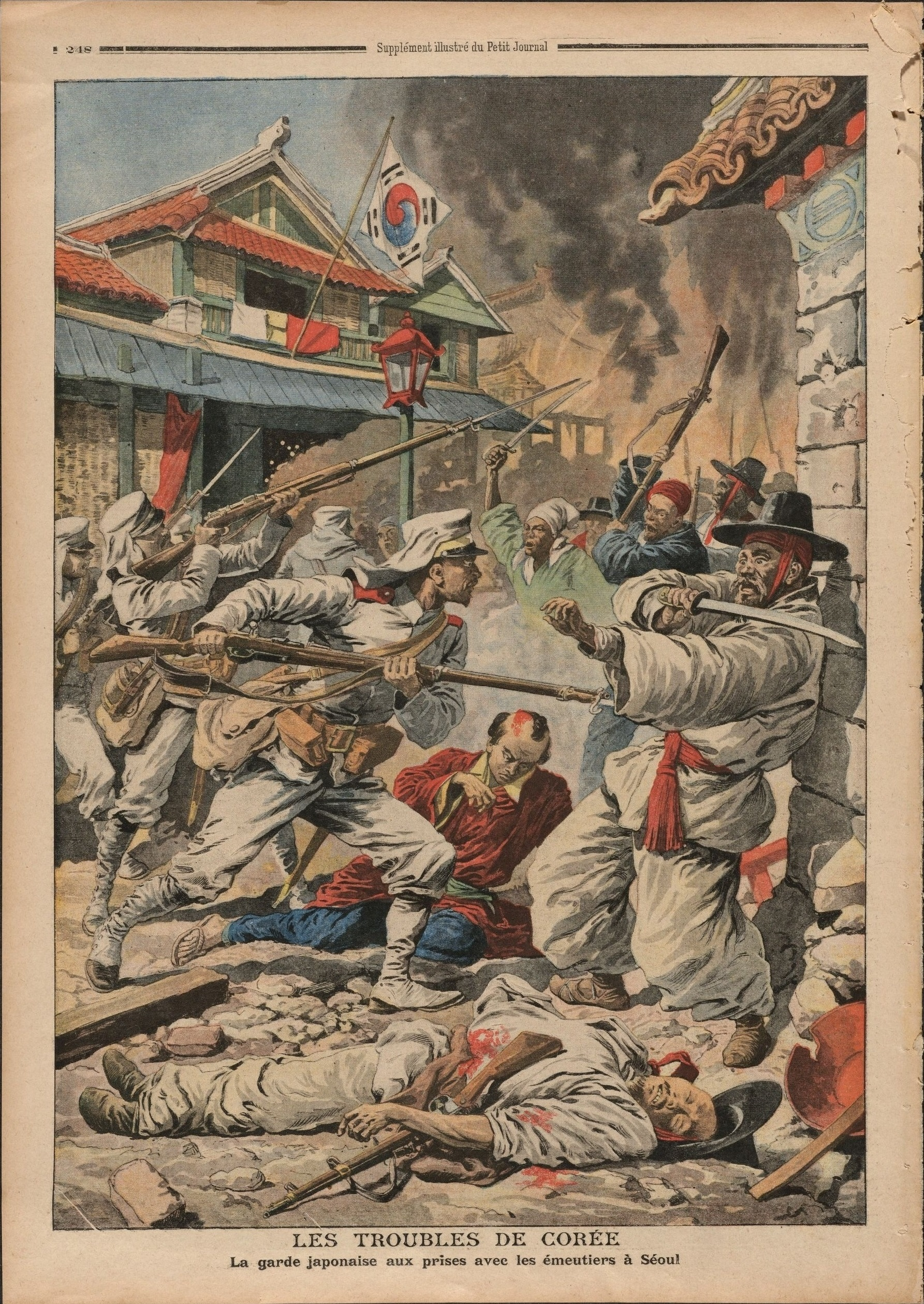
法国《小日报》对朝鲜义兵1907年在南大门与日军搏斗的漫画

1909年7月，日本明治政府内阁决定通过“在适当时期将朝鲜并入到日本版图的方针”。
1909年9月，义兵运动达到最高峰，但日军随后展开为期两个月的“南韩大讨伐作战”致使义兵部队遭受重创。
1909年10月26日，伊藤博文在哈尔滨火车站被朝鲜独立运动人士安重根刺杀。
1910年8月22日，日本驻韩国统监寺内正毅与韩国内閣總理大臣李完用签署日韩合并条约，日本正式将韓國并入版图。

## 尾声
日韩合并条约的結果導致大韓帝國（朝鮮王國）的滅亡，朝鮮半島成為日本領土的一部份，朝鲜总督府成為日本在朝鮮的最高統治機關。直到1945年8月15日，日本昭和天皇發表接受《波茨坦公告》後，才失去對朝鮮半島的實質統治權。1945年9月2日，日本簽署《降伏文書》，始結束對朝鮮半島的統治。1951年9月8日，日本與美國等49國簽署《舊金山和約》，日本政府承認朝鮮的獨立，並放棄對朝鮮包括濟州島、巨文島與鬱陵島等島嶼的一切權利、權利名義與要求。